# A kis gézengúz epizódjainak listája
A kis gézengúz epizódjainak listája:
Kedves odaadó Matthews család az Apa Alan Matthews William Russ és az Anya Amy Matthews Betsy Randle és a gyerekek Eric Matthews Will Friedle, Morgan Matthews Lily Nicksay,Lindsay Ridgeway, Cory Matthews Ben Savage és Cory legjobb barátja Shawn Hunter Rider Strong és Matthews család szomszédja Mr. Feeny William Daniels.

## Évados áttekintés
| Évad | Évad | Részek száma | Részek száma | Eredeti sugárzás     | Eredeti sugárzás | Eredeti adó | Magyar sugárzás | Magyar sugárzás | Magyar adó |
| Évad | Évad | Részek száma | Részek száma | Évadbemutató         | Évadzáró         | Eredeti adó | Évadbemutató    | Évadzáró        | Magyar adó |
| ---- | ---- | ------------ | ------------ | -------------------- | ---------------- | ----------- | --------------- | --------------- | ---------- |
|      | 1.   | 22           | 22           | 1993. szeptember 24. | 1994. május 13.  | ABC         | n. a.           | n. a.           | MTV 1      |
|      | 2.   | 23           | 23           | 1994. szeptember 23. | 1995. május 19.  | ABC         | n. a.           | n. a.           | MTV 1      |
|      | 3.   | 22           | 22           | 1995. szeptember 22. | 1996. május 17.  | ABC         | n. a.           | n. a.           | MTV 1      |
|      | 4.   | 22           | 22           | 1996. szeptember 20. | 1997. május 2.   | ABC         | n. a.           | n. a.           | MTV 1      |
|      | 5.   | 24           | 24           | 1997. október 3.     | 1998. május 15.  | ABC         | n. a.           | n. a.           | MTV 1      |
|      | 6.   | 22           | 22           | 1998. szeptember 25. | 1999. május 14.  | ABC         | n. a.           | n. a.           | MTV 1      |
|      | 7.   | 23           | 23           | 1999. szeptember 24. | 2000. május 5.   | ABC         | n. a.           | n. a.           | MTV 1      |

## Epizódok

### 1. évad (1993-1994)
| Sor. | Év. | Cím                                                  | Rendező       | Író                          | Premier                            | Nézettség    | Gyártási szám |
| ---- | --- | ---------------------------------------------------- | ------------- | ---------------------------- | ---------------------------------- | ------------ | ------------- |
| 1.   | 1.  | Bevezető epizód (Pilot)                              | John Tracy    | Michael Jacobs & April Kelly | 1993. szeptember 24.               | 16,50 millió | 101           |
| 2.   | 2.  | A vízipisztoly (On the Fence)                        | David Trainer | Jeff C. Sherman              | 1993. október 1.                   | 19,20 millió | 102           |
| 3.   | 3.  | Ne bízd apára (Father Knows Less)                    | David Trainer | April Kelly                  | 1993. október 8.                   | 18,50 millió | 103           |
| 4.   | 4.  | Cory alternatív barátai (Cory's Alternative Friends) | David Trainer | Patricia Forrester           | 1993. október 15. 1998. március 1. | 20,40 millió | 104           |
| 5.   | 5.  | A díj (Killer Bees)                                  | David Trainer | Susan Estelle Jansen         | 1993. október 22.                  | 17,10 millió | 105           |
| 6.   | 6.  | A zsenipalánta (Boys II Mensa)                       | David Trainer | Janette Kotichas Burleigh    | 1993. október 29.                  | 21,30 millió | 107           |
| 7.   | 7.  | Szupernagyi (Grandma was a Rolling Stone)            | David Trainer | Ed Decter & John J. Strauss  | 1993. november 12.                 | 22,00 millió | 107           |
| 8.   | 8.  | Egy tanár élete (Teacher's Bet)                      | David Trainer | April Kelly                  | 1993. november 19.                 | 21,20 millió | 108           |
| 9.   | 9.  | Osztálytalálkozó a jövőből (Class Pre-Union)         | David Trainer | Ed Decter & John J. Strauss  | 1993. november 26.                 | 15,80 millió | 109           |
| 10.  | 10. | Mikulás szorgos segítője (Santa's Little Helper)     | David Trainer | Susan Estelle Jansen         | 1993. december 10.                 | 18,00 millió | 110           |
| 11.  | 11. | Az apa-fia meccs (The Father/Son Game)               | David Trainer | Bill Lawrence                | 1993. december 17.                 | 19,10 millió | 111           |
| 12.  | 12. | Amy nyomában (Once in Love with Amy)                 | David Trainer | Ken Kuta                     | 1994.január 7.                     | 24,10 millió | 112           |
| 13.  | 13. | Szeret, nem szeret (She Loves Me, She Loves Me Not)  | David Trainer | April Kelly                  | 1994.január 14.                    | 23,90 millió | 113           |
| 14.  | 14. | Az élet kispadján (The B-Team of Life)               | David Trainer | Jeff Menell                  | 1994. január 28.                   | 21,00 millió | 114           |
| 15.  | 15. | Mintacsalád (Model Family)                           | David Trainer | Ed Decter & John J. Strauss  | 1994. február 4.                   | 21,40 millió | 115           |
| 16.  | 16. | A szerencse gyermeke (Risky Business)                | David Trainer | Ken Kuta                     | 1994. február 11.                  | 22,70 millió | 116           |
| 17.  | 17. | A szökevény (The Fugitive)                           | David Trainer | Jeff C. Sherman              | 1994. február 25.                  | 14,90 millió | 117           |
| 18.  | 18. | A bébiszitter (It's a Wonderful Night)               | David Trainer | Susan Estelle Jansen         | 1994. március 11.                  | 19,30 millió | 118           |
| 19.  | 19. | Gyermekek és bokszkesztyűk (Kid Gloves)              | David Trainer | Jeff Menell                  | 1994. március 25.                  | 20,10 millió | 119           |
| 20.  | 20. | A színielőadás (The Play's the Thing)                | David Trainer | Ed Decter & John J. Strauss  | 1994. április 29. 1998. június 14. | 16,20 millió | 120           |
| 21.  | 21. | Lányok és fiúk (Boy Meets Girl)                      | David Trainer | Janette Kotichas Burleigh    | 1994. május 6. 1998. június 21.    | 16,20 millió | 121           |
| 22.  | 22. | Feeney álma (I Dream of Feeny)                       | David Trainer | Mark Fink                    | 1994. május 13. 1998. május 31.    | 16,30 millió | 122           |

### 2. évad (1994-1995)
| Sor. | Év. | Cím                                                       | Rendező        | Író                                                                        | Premier              | Nézettség    | Gyártási szám |
| ---- | --- | --------------------------------------------------------- | -------------- | -------------------------------------------------------------------------- | -------------------- | ------------ | ------------- |
| 23.  | 1.  | Iskolakezdés (Back 2 School)                              | David Trainer  | David Kendall                                                              | 1994. szeptember 23. | 19,20 millió | 201           |
| 24.  | 2.  | Páratlan párok (Pairing Off)                              | David Trainer  | Jeff Menell & Glen Merzer                                                  | 1994. szeptember 30. | 19,30 millió | 202           |
| 25.  | 3.  | A nagy balhé (Notorious)                                  | David Trainer  | Jeff C. Sherman                                                            | 1994. szeptember 7.  | 16,20 millió | 203           |
| 26.  | 4.  | A diákjogi aktivista (Me and Mr. Joad)                    | David Trainer  | Jeff Menell                                                                | 1994. október 14.    | 18,60 millió | 204           |
| 27.  | 5.  | Igaz barátság (The Uninvited)                             | David Trainer  | Susan Estelle Jansen                                                       | 1994. október 21.    | 19,00 millió | 205           |
| 28.  | 6.  | Cory, a vérfarkas (Who's Afraid of Cory Wolf?)            | David Trainer  | Mark Blutman & Howard Busgang                                              | 1994. október 28.    | 18,00 millió | 206           |
| 29.  | 7.  | A videóprojekt (Wake Up, Little Cory)                     | David Trainer  | Glen Merzer                                                                | 1994. november 4.    | 18,80 millió | 207           |
| 30.  | 8.  | Cory bandája (Band on the Run)                            | David Trainer  | Mark Blutman & Howard Busgang                                              | 1994. november 11.   | 20,30 millió | 208           |
| 31.  | 9.  | Az első csók (Fear Strikes Out)                           | David Trainer  | Susan Estelle Jansen                                                       | 1994. november 18.   | 19,30 millió | 209           |
| 32.  | 10. | Teresa, édes kicsi húgocska (Sister Theresa)              | David Trainer  | Jeff C. Sherman                                                            | 1994. november 25.   | 15,50 millió | 210           |
| 33.  | 11. | A szakáll (The Beard)                                     | David Trainer  | Jeff Menell                                                                | 1994. december 9.    | 17,20 millió | 211           |
| 34.  | 12. | Az iskolai tánc (Turnaround)                              | David Trainer  | Michele Palermo                                                            | 1994. december 16.   | 17,50 millió | 212           |
| 35.  | 13. | Ámor nyila (Cyrano)                                       | David Trainer  | Susan Estelle Jansen                                                       | 1995. január 6.      | 22,10 millió | 213           |
| 36.  | 14. | A hatalom árnyéka (I Am Not a Crook)                      | David Trainer  | Steve Young                                                                | 1995. január 13.     | 18,70 millió | 214           |
| 37.  | 15. | Nehéz szakítás (Breaking Up Is Really, Really Hard to Do) | Jeff McCracken | Mark Blutman & Howard Busgang                                              | 1995. január 27.     | 20,90 millió | 215           |
| 38.  | 16. | A rosszfiú (Danger Boy)                                   | David Trainer  | Glen Merzer                                                                | 1995. február 3.     | 19,60 millió | 216           |
| 39.  | 17. | Szólásszabadság (On the Air)                              | David Trainer  | Mark Blutman & Howard Busgang                                              | 1995. február 10.    | 18,80 millió | 217           |
| 40.  | 18. | Becsület vagy vakáció (By Hook or By Crook)               | David Trainer  | Jeff Menell                                                                | 1995. február 17.    | 17,70 millió | 218           |
| 41.  | 19. | A ló rosszabbik oldala (Wrong Side of the Tracks)         | David Trainer  | Susan Estelle Jansen                                                       | 1995. február 24.    | 17,90 millió | 219           |
| 42.  | 20. | A teszt (Pop Quiz)                                        | David Trainer  | Történet: Kevin Kelton Tévéjáték: Kevin Kelton & Robert Kurtz & Eric Brand | 1995. március 10.    | 19,10 millió | 220           |
| 43.  | 21. | Rémálom Philadelphiában (The Thrilla' in Phila')          | David Trainer  | Mark Blutman & Howard Busgang                                              | 1995. május 5.       | 17,80 millió | 221           |
| 44.  | 22. | Karriernap (Career Day)                                   | David Trainer  | Matthew Nelson                                                             | 1995. május 12.      | 15,10 millió | 222           |
| 45.  | 23. | Új otthon (Home)                                          | David Kendall  | Jeff C. Sherman                                                            | 1995. május 19.      | 14,20 millió | 223           |

### 3. évad (1995-1996)
| Sor. | Év. | Cím                                                          | Rendező        | Író                           | Premier              | Nézettség    | Gyártási szám |
| ---- | --- | ------------------------------------------------------------ | -------------- | ----------------------------- | -------------------- | ------------ | ------------- |
| 46.  | 1.  | A barátom barátnője (My Best Friend's Girl)                  | John Tracy     | Jeff C. Sherman               | 1995. szeptember 22. | 19,80 millió | 301           |
| 47.  | 2.  | A hazugság ára (The Double Lie)                              | Jeff McCracken | Matthew Nelson                | 1995. szeptember 29. | 17,20 millió | 302           |
| 48.  | 3.  | Szerelmi vallomás (What I Meant to Say)                      | David Kendall  | Mark Blutman & Howard Busgang | 1995. október 13.    | 15,40 millió | 303           |
| 49.  | 4.  | Út az ismeretlenbe (He Said, She Said)                       | Jeff McCracken | Jeff Menell                   | 1995. október 20.    | 16,90 millió | 304           |
| 50.  | 5.  | A nap hőse (Hometown Hero)                                   | John Tracy     | Matthew Nelson                | 1995. október 27.    | 13,80 millió | 305           |
| 51.  | 6.  | A malac (This Little Piggy)                                  | Jeff McCracken | Mark Blutman & Howard Busgang | 1995. november 3.    | 16,70 millió | 306           |
| 52.  | 7.  | Az igazság ára (Truth and Consequences)                      | Jeff McCracken | Donna Trujillo                | 1995. november 10.   | 16,80 millió | 307           |
| 53.  | 8.  | Nagyon buli (Rave On)                                        | David Trainer  | Jeff C. Sherman               | 1995. november 17.   | 16,60 millió | 308           |
| 54.  | 9.  | Cory, a nők bálványa (The Last Temptation of Cory)           | David Trainer  | Susan Meyers & Judy Toll      | 1995. december 1.    | 13,00 millió | 309           |
| 55.  | 10. | Szilveszter (Train of Fools)                                 | Jeff McCracken | Susan Meyers & Judy Toll      | 1995. december 15.   | 17,40 millió | 310           |
| 56.  | 11. | A kiruccanás (City Slackers)                                 | Jeff McCracken | Kevin Kelton                  | 1996. január 5.      | 19,60 millió | 311           |
| 57.  | 12. | A szomszéd fűje mindig zöldebb (The Grass Is Always Greener) | Jeff McCracken | Donna Trujillo                | 1996. január 12.     | 19,30 millió | 312           |
| 58.  | 13. | Új és régi barátok (New Friends and Old)                     | John Tracy     | Matthew Nelson                | 1996. január 19.     | 17,60 millió | 313           |
| 59.  | 14. | A csók (A Kiss Is More Than a Kiss)                          | John Tracy     | Michael Swerdlick             | 1996. január 26.     | 18,70 millió | 314           |
| 60.  | 15. | A szív útjai (The Heart is a Lonely Hunter)                  | Jeff McCracken | Kevin Kelton                  | 1996. február 2.     | 18,60 millió | 315           |
| 61.  | 16. | Viharfelhők (Stormy Weather)                                 | Jeff McCracken | Jeff Menell                   | 1996. február 9.     | 16,40 millió | 316           |
| 62.  | 17. | A születésnapi ajándék (The Pink Flamingo Kid)               | Jeff McCracken | Mark Blutman & Howard Busgang | 1996. február 16.    | 17,10 millió | 317           |
| 63.  | 18. | Leckék az életről (Life Lessons)                             | Jeff McCracken | Jeff C. Sherman               | 1996. február 23.    | 18,90 millió | 318           |
| 64.  | 19. | Azok a régi szép idők (I Was a Teenage Spy)                  | David Trainer  | Jeff C. Sherman               | 1996. április 26.    | 13,20 millió | 319           |
| 65.  | 20. | Apa csak egy van? (I Never Sang For My Legal Guardian)       | David Trainer  | Kevin Kelton                  | 1996. május 3.       | 11,40 millió | 320           |
| 66.  | 21. | World (The Happiest Show on Earth)                           | Jeff McCracken | Mark Blutman & Howard Busgang | 1996. május 10.      | 12,20 millió | 321           |
| 67.  | 22. | Magányos vakáció (Brother Brother)                           | Jeff McCracken | Mark Blutman & Howard Busgang | 1996. május 17.      | 12,20 millió | 322           |

### 4. évad (1996-1997)
| Sor. | Év. | Cím                                                                                     | Rendező        | Író                                                               | Premier              | Nézettség    | Gyártási szám |
| ---- | --- | --------------------------------------------------------------------------------------- | -------------- | ----------------------------------------------------------------- | -------------------- | ------------ | ------------- |
| 68.  | 1.  | A hazaút (You Can Go Home Again)                                                        | Jeff McCracken | Mark Blutman & Howard Busgang                                     | 1996. szeptember 20. | 13,10 millió | 401           |
| 69.  | 2.  | A frizura teszi az embert (Hair Today, Goon Tomorrow)                                   | Jeff McCracken | Susan Estelle Jansen                                              | 1996. szeptember 27. | 13,20 millió | 402           |
| 70.  | 3.  | Felmondok! (I Ain't Gonna Spray Lettuce No More)                                        | Jeff McCracken | Mark Blutman & Howard Busgang                                     | 1996. október 4.     | 12,30 millió | 403           |
| 71.  | 4.  | Virna visszatér (Fishing For Virna)                                                     | Jeff McCracken | Matthew Nelson                                                    | 1996. október 11.    | 12,30 millió | 404           |
| 72.  | 5.  | Sekélyes srác (Shallow Boy)                                                             | Jeff McCracken | Jeff C. Sherman                                                   | 1996. október 18.    | 16,30 millió | 405           |
| 73.  | 6.  | Apám, a takarító (Janitor Dad)                                                          | Jeff McCracken | Jeff Menell                                                       | 1996. október 25.    | 15,20 millió | 406           |
| 74.  | 7.  | A párkereső műsor (Singled Out)                                                         | Jeff McCracken | Steve Hibbert                                                     | 1996. november 1.    | 14,80 millió | 407           |
| 75.  | 8.  | Veszélyes titok (Dangerous Secret)                                                      | Jeff McCracken | Jeff C. Sherman                                                   | 1996. november 8.    | 16,00 millió | 408           |
| 76.  | 9.  | Tizenhat gyertya és kétszáz kiló pankrátor (Sixteen Candles and Four-Hundred-Pound Men) | Jeff McCracken | Matthew Nelson                                                    | 1996. november 15.   | 15,30 millió | 409           |
| 77.  | 10. | Hálaadásnap (Turkey Day)                                                                | Jeff McCracken | Susan Estelle Jansen                                              | 1996. november 22.   | 15,60 millió | 410           |
| 78.  | 11. | Káros befolyás (An Affair to Forget)                                                    | Jeff McCracken | Történet: Eileen O'Hare Tévéjáték: Jeff C. Sherman                | 1996. november 29.   | 12,40 millió | 411           |
| 79.  | 12. | Könnyű pénz (Easy Street)                                                               | Jeff McCracken | Jeff Menell                                                       | 1996. december 13.   | 14,30 millió | 412           |
| 80.  | 13. | Zugmotel (B & B's B 'N' B)                                                              | Jeff McCracken | Mark Blutman & Howard Busgang                                     | 1997. január 3.      | 14,85 millió | 413           |
| 81.  | 14. | A jogosítvány (Wheels)                                                                  | Jeff McCracken | Jeff C. Sherman                                                   | 1997. január 17.     | 15,86 millió | 414           |
| 82.  | 15. | Csajbaj (Chick Like Me)                                                                 | Jeff McCracken | Steve Hibbert                                                     | 1997. január 31.     | 13,70 millió | 415           |
| 83.  | 16. | A hosszú út Pittsburgh-ig 1. rész (A Long Walk to Pittsburgh, Part 1)                   | Jeff McCracken | Matthew Nelson                                                    | 1997. február 7.     | 14,41 millió | 416           |
| 84.  | 17. | A hosszú út Pittsburgh-ig 2. rész (A Long Walk to Pittsburgh, Part 2)                   | Jeff McCracken | Mark Blutman & Howard Busgang                                     | 1997. február 14.    | 14,10 millió | 417           |
| 85.  | 18. | Apu bácsi (Uncle Daddy)                                                                 | Jeff McCracken | Steve Young                                                       | 1997. február 28.    | 15,02 millió | 418           |
| 86.  | 19. | Műveletlenségi vetélkedő (Quiz Show)                                                    | Jeff McCracken | Steve Hibbert                                                     | 1997. március 21.    | 12,68 millió | 419           |
| 87.  | 20. | A biztonsági őr (Security Guy)                                                          | Jeff McCracken | Történet: Mark Blutman & Howard Busgang Tévéjáték: Matthew Nelson | 1997. április 4.     | 12,58 millió | 420           |
| 88.  | 21. | A szekta (Cult Fiction)                                                                 | Jeff McCracken | Jeff Menell                                                       | 1997. április 25.    | 9,92 millió  | 421           |
| 89.  | 22. | Álmok nyomában (Learning to Fly)                                                        | Jeff McCracken | Jeff C. Sherman                                                   | 1997. május 2.       | 12,08 millió | 422           |

### 5. évad (1997-1998)
| Sor. | Év. | Cím                                                                | Rendező        | Író                                                                             | Premier            | Nézettség    | Gyártási szám |
| ---- | --- | ------------------------------------------------------------------ | -------------- | ------------------------------------------------------------------------------- | ------------------ | ------------ | ------------- |
| 90.  | 1.  | Fivérek (Brothers)                                                 | Alan Myerson   | Matthew Nelson                                                                  | 1997. október 3.   | 12,14 millió | 501           |
| 91.  | 2.  | A való világ (Boy Meets Real World)                                | Alan Myerson   | Sally Stiner & Bob Tischler                                                     | 1997. október 10.  | 12,07 millió | 502           |
| 92.  | 3.  | Pótbarátok (It's Not You... It's Me)                               | Alan Myerson   | Mark Blutman & Howard Busgang                                                   | 1997. október 17.  | 11,40 millió | 503           |
| 93.  | 4.  | Diákszövetség (Fraternity Row)                                     | Alan Myerson   | Andy Guerdat                                                                    | 1997. október 24.  | 11,21 millió | 504           |
| 94.  | 5.  | A Pennbrook boszorkányai (The Witches of Pennbrook)                | Alan Myerson   | Steve Hibbert                                                                   | 1997. október 31.  | 10,20 millió | 505           |
| 95.  | 6.  | Cory a frontvonalon (No Guts, No Cory)                             | Alan Myerson   | Patricia Carr & Lara Runnels                                                    | 1997. november 7.  | 13,27 millió | 506           |
| 96.  | 7.  | Szeretlek, Donna Karan (I Love You, Donna Karan, Part 1)           | David Kendall  | Ellen Idelson & Rob Lotterstein                                                 | 1997. november 14. | 11,22 millió | 507           |
| 97.  | 8.  | Angela nyomában (Chasing Angela, Part 2)                           | Alan Myerson   | Matthew Nelson                                                                  | 1997. november 14. | 12,43 millió | 508           |
| 98.  | 9.  | A siker titka (How to Succeed in Business)                         | Alan Myerson   | Ellen Idelson & Rob Lotterstein                                                 | 1997. november 28. | 10,55 millió | 509           |
| 99.  | 10. | Ki érti a nőket? (Last Tango in Philly)                            | Alan Myerson   | Jeff Menell                                                                     | 1997. december 5.  | 12,16 millió | 510           |
| 100. | 11. | Topanga karácsonya (A Very Topanga Christmas)                      | David Kendall  | Andy Guerdat                                                                    | 1997. december 19. | 11,20 millió | 511           |
| 101. | 12. | Testvéri versengés (Raging Cory)                                   | David Kendall  | Barbie Feldman                                                                  | 1998. január 9.    | 13,94 millió | 512           |
| 102. | 13. | Az eszkimó (The Eskimo)                                            | Lisa Gottlieb  | Jeff Menell                                                                     | 1998. január 16.   | 14,65 millió | 513           |
| 103. | 14. | Cory, a szívtipró (Heartbreak Cory)                                | William Russ   | Patricia Carr & Lara Runnels                                                    | 1998. február 6.   | 11,91 millió | 514           |
| 104. | 15. | Az első barátnők klubja (First Girlfriends' Club)                  | Alan Myerson   | Történet: Mark Blutman & Howard Busgang Tévéjáték: Patricia Carr & Lara Runnels | 1998. február 13.  | 12,11 millió | 515           |
| 105. | 16. | Szerelmi háromszög (Torn Between Two Lovers (Feeling Like a Fool)) | Jeff McCracken | Matthew Nelson                                                                  | 1998. február 27.  | 13,30 millió | 516           |
| 106. | 17. | Tíz kicsi diák (And Then There Was Shawn)                          | Jeff McCracken | Jeff Menell                                                                     | 1998. február 27.  | 11,76 millió | 517           |
| 107. | 18. | Szívfájdalmak (If You Can't Be With the One You Love...)           | Alan Myerson   | Gary H. Miller                                                                  | 1998. március 6.   | 11,60 millió | 518           |
| 108. | 19. | Eric, a sztár (Eric Hollywood)                                     | Alan Myerson   | Barbie Feldman                                                                  | 1998. március 20.  | 12,88 millió | 519           |
| 109. | 20. | Csillagos éj (Starry Night)                                        | Jeff McCracken | Barry Safchik                                                                   | 1998. április 3.   | 11,80 millió | 520           |
| 110. | 21. | Baráti színjáték (Honesty Night)                                   | Alan Myerson   | Steve Hibbert                                                                   | 1998. április 24.  | 10,06 millió | 521           |
| 111. | 22. | A szalagavató (Prom-ises, Prom-ises)                               | Alan Myerson   | Ellen Idelson & Rob Lotterstein                                                 | 1998. május 1.     | 10,90 millió | 522           |
| 112. | 23. | Minden megváltozik (Things Change)                                 | Alan Myerson   | Matthew Nelson & Bob Tischler                                                   | 1998. május 8.     | 10,04 millió | 523           |
| 113. | 24. | Ballagás (Graduation)                                              | Alan Myerson   | Matthew Nelson & Bob Tischler                                                   | 1998. május 15.    | 11,83 millió | 524           |

### 6. évad (1998-1999)
| Sor. | Év. | Cím                                                                                    | Rendező        | Író                          | Premier              | Nézettség    | Gyártási szám |
| ---- | --- | -------------------------------------------------------------------------------------- | -------------- | ---------------------------- | -------------------- | ------------ | ------------- |
| 114. | 1.  | Cory válasza (His Answer, Part 1)                                                      | Jeff McCracken | Bob Tischler                 | 1998. szeptember 25. | 13,06 millió | 601           |
| 115. | 2.  | Topanga válasza (Her Answer, Part 2)                                                   | David Kendall  | Matthew Nelson               | 1998. október 2.     | 12,42 millió | 602           |
| 116. | 3.  | Hát nem csodás az egyetem? (Ain't College Great?)                                      | William Russ   | Jeff Menell                  | 1998. október 9.     | 12,57 millió | 603           |
| 117. | 4.  | Baráti segítség (Friendly Persuasion)                                                  | Jeff McCracken | Barbie Feldman               | 1998. október 16.    | 12,09 millió | 604           |
| 118. | 5.  | Csak egy átlagos fiú (Better Than the Average Cory)                                    | David Kendall  | Patricia Carr & Lara Runnels | 1998. október 23.    | 11,67 millió | 605           |
| 119. | 6.  | Árulkodó csók (Hogs and Kisses)                                                        | Jeff McCracken | David Brownfield             | 1998. október 30.    | 11,72 millió | 606           |
| 120. | 7.  | Stuart, a diákok kedvence (Everybody Loves Stuart)                                     | William Russ   | Matthew Nelson               | 1998. november 6.    | 13,99 millió | 607           |
| 121. | 8.  | A házasság maga a halál (You're Married, You're Dead)                                  | Jeff McCracken | Gary H. Miller               | 1998. november 13.   | 11,88 millió | 608           |
| 122. | 9.  | Költői szabadság: Óda Holden Caulfieldhez (Poetic License: An Ode to Holden Caulfield) | William Russ   | Erica Montolfo               | 1998. november 20.   | 11,07 millió | 609           |
| 123. | 10. | Az Eric show (And in Case I Don't See Ya...)                                           | David Kendall  | Barry Safchik                | 1998. december 4.    | 9,25 millió  | 610           |
| 124. | 11. | A télapó szorgos manói (Santa's Little Helpers)                                        | Lynn McCracken | Patricia Carr & Lara Runnels | 1998. december 11.   | 11,90 millió | 611           |
| 125. | 12. | Elszakadás (Cutting the Cord)                                                          | Kevin Tracy    | Allison M. Gibson            | 1999. január 8.      | 11,66 millió | 612           |
| 126. | 13. | Egy nap talán... (We'll Have a Good Time Then...)                                      | David Kendall  | Gary H. Miller               | 1999. január 22.     | 11,98 millió | 613           |
| 127. | 14. | Önvizsgálat (Getting Hitched)                                                          | Jeff McCracken | Jeff Menell                  | 1999. január 29.     | 11,94 millió | 614           |
| 128. | 15. | Autós kiruccanás (Road Trip)                                                           | David Kendall  | Matthew Nelson               | 1999. február 5.     | 12,34 millió | 615           |
| 129. | 16. | Valentin-napi baba (My Baby Valentine)                                                 | David Kendall  | Patricia Carr & Lara Runnels | 1999. február 12.    | 11,41 millió | 616           |
| 130. | 17. | Feltámadás (Resurrection)                                                              | Jodi Binstock  | Matthew Nelson               | 1999. február 19.    | 11,73 millió | 617           |
| 131. | 18. | Igaz szerelem (Can I Help to Cheer You?)                                               | Jerry Levine   | Barry Safchik                | 1999. március 12.    | 12,02 millió | 618           |
| 132. | 19. | Méh egy esély (Bee True)                                                               | Micky Dolenz   | David Brownfield             | 1999. április 9.     | 8,31 millió  | 619           |
| 133. | 20. | Őszintén az őszinteségről (The Truth About Honesty)                                    | Jeff McCracken | Allison M. Gibson            | 1999. április 30.    | 8,93 millió  | 620           |
| 134. | 21. | A rémálmok nem hazudnak (The Psychotic Episode)                                        | William Russ   | Carlos Aragon                | 1999. május 7.       | 8,25 millió  | 621           |
| 135. | 22. | Két esküvő... és egy válás? (State of the Unions)                                      | Jeff McCracken | Barbara Feldman              | 1999. május 14.      | 8,47 millió  | 622           |

### 7. évad (1999-2000)
| Sor. | Év. | Cím                                                                      | Rendező        | Író                          | Premier              | Nézettség    | Gyártási szám |
| ---- | --- | ------------------------------------------------------------------------ | -------------- | ---------------------------- | -------------------- | ------------ | ------------- |
| 136. | 1.  | A szerelem nyomában (Show Me the Love, Part 1)                           | David Kendall  | Bob Tischler                 | 1999. szeptember 24. | 9,00 millió  | 701           |
| 137. | 2.  | Mindent a szerelemért – és egy lakásért (For Love and Apartments Part 2) | David Kendall  | Matthew Nelson               | 1999. október 1.     | 7,99 millió  | 702           |
| 138. | 3.  | Angela családja (Angela's Men)                                           | Jeff McCracken | Jeff Menell                  | 1999. október 8.     | 9,86 millió  | 703           |
| 139. | 4.  | Semmi sem biztos (No Such Thing as a Sure Thing)                         | Jeff McCracken | Gary H. Miller               | 1999. október 15.    | 8,71 millió  | 704           |
| 140. | 5.  | Felnőtt élet (You Light Up My Union)                                     | Kevin Tracy    | Allison M. Gibson            | 1999. október 22.    | 7,75 millió  | 705           |
| 141. | 6.  | Míg a család el nem választ (They're Killing Us)                         | William Russ   | David Brownfield             | 1999. október 29.    | 8,18 millió  | 706           |
| 142. | 7.  | A nagy nap (It's About Time)                                             | Jerry Levine   | Patricia Carr & Lara Runnels | 1999. november 5.    | 11,51 millió | 707           |
| 143. | 8.  | Nászutasok (The Honeymooners)                                            | William Russ   | Barbie Feldman               | 1999. november 12.   | 12,01 millió | 708           |
| 144. | 9.  | A mézeshetek vége (The Honeymoon is Over)                                | Jodi Binstock  | Barry Safchik                | 1999. november 19.   | 11,50 millió | 709           |
| 145. | 10. | Álomotthon (Picket Fences)                                               | Jerry Levine   | Erica Montolfo               | 1999. november 21.   | 10,10 millió | 710           |
| 146. | 11. | Micsoda nő ez a férfi! (What a Drag!)                                    | Jodi Binstock  | Carlos Aragon                | 1999. december 3.    | 8,41 millió  | 711           |
| 147. | 12. | Családfák (Family Trees)                                                 | Fred Savage    | Matthew Nelson               | 1999. december 17.   | 7,28 millió  | 712           |
| 148. | 13. | A családfenntartó (The Provider)                                         | Lynn McCracken | Jeff Menell                  | 2000. január 7.      | 9,19 millió  | 713           |
| 149. | 14. | Olyan leszek, mint Apu (I'm Gonna Be Like You, Dad)                      | Kevin Tracy    | Gary H. Miller               | 2000. január 28.     | 9,60 millió  | 714           |
| 150. | 15. | Ez háború! (The War, Part 1)                                             | William Russ   | Allison M. Gibson            | 2000. február 11.    | 9,74 millió  | 715           |
| 151. | 16. | Békekötés (Seven the Hard Way, Part 2)                                   | William Russ   | David Brownfield             | 2000. február 11.    | 9,74 millió  | 716           |
| 152. | 17. | Babapara (She's Having My Baby Back Ribs)                                | Jerry Levine   | Patricia Carr & Lara Runnels | 2000. március 3.     | 9,02 millió  | 716           |
| 153. | 18. | Cory és Topanga menő élete (How Cory and Topanga Got Their Groove Back)  | Lynn McCracken | Barbie Feldman               | 2000. március 17.    | 8,07 millió  | 718           |
| 154. | 19. | Testvéri iszony (Brotherly Shove)                                        | Jerry Levine   | Matthew Nelson               | 2000. március 31.    | 7,37 millió  | 719           |
| 155. | 20. | Különös idők (As Time Goes By)                                           | Steve Hoefer   | Erica Montolfo               | 2000. április 7.     | 6,33 millió  | 720           |
| 156. | 21. | Viszlát, Angela! (Angela's Ashes)                                        | Fred Savage    | Carlos Aragon                | 2000. április 28.    | 6,52 millió  | 721           |
| 157. | 22. | Szép új világ 1. rész (Brave New World, Part 1)                          | Jeff McCracken | Matthew Nelson               | 2000. május 5.       | 10,02 millió | 722           |
| 158. | 23. | Szép új világ 2. rész (Brave New World, Part 2)                          | Jeff McCracken | Matthew Nelson               | 2000. május 5.       | 10,02 millió | 723           |